# Daniel Sivan
Pour les articles homonymes, voir Sivan (homonymie).
Daniel Sivan, né le 21 août 1949 à Casablanca au Maroc, est professeur émérite au Département hébraïque de l'Université Ben Gourion du Néguev,

## Biographie
Daniel Sivan (Siboni) est né à Casablanca, au Maroc. Immigré en Israël en 1955 par bateau depuis le port de Marseille avec ses parents (Makhlouf et Allen) et ses deux frères (Shmuel et Michel), il s'est installé directement dans le quartier Shikun Canaan à Safed. À Safed, son quatrième et plus jeune frère, est né le colonel Gabi Siboni. En août 1967, il s'est enrôlé dans l'armée israélienne en tant qu'instructeur de code dans le Corps des communications de Tzrifin et, à sa démobilisation, a déménagé à Ramat Gan. 
En 1970, il a commencé ses études à l'Université de Tel Aviv et a obtenu une licence en études bibliques et en langue hébraïque ainsi qu'une maîtrise en langues hébraïque et sémitiques. Le sujet de la thèse était La langue sémitique du nord-ouest dans les textes akkadiens de l'Ougarit, sous la direction d'Anson Frank Rainey. Sa thèse de doctorat était sur le sujet : La grammaire des mots sémitiques du nord-ouest dans les textes akkadiens d'Israël et de la Syrie à l'âge du bronze moyen.
Au cours de ses études, il a remporté le Prix Mifal Hapais, le prix Nissim Gaon et le prix de la Fondation Recanati. En octobre 1979, il a été nommé maître de conférences au Département de langue hébraïque de l'Université Ben-Gourion du Néguev, et en 1997, a été nommé professeur titulaire . 
De 1986 à 1990, il a été professeur invité à l'université Harvard et Brandeis. Entre les années 2000 et 2004, il a été chef du Département de langue hébraïque et vice-doyen de la Faculté des sciences humaines et sociales, pendant le mandat du doyen Jimmy Weinblatt. 
Entre les années 1998 et 2013, il a été président de la maison d'édition de l'Université Ben-Gurion et sous sa direction plus de 150 titres ont été publiés dans le cadre de cette publication. Entre les années 2006-2010, il a été membre du comité suprême des nominations de l'Université Ben-Gurion.
En 1995, il a reçu (avec le professeur Haim Cohen) le prix de la Fondation Nationale des Sciences[réf. nécessaire].